# Joey Travolta
Joseph „Joey” Travolta (ur. 14 października 1950 w Englewood w New Jersey) – amerykański aktor, scenarzysta, reżyser, producent filmowy, starszy brat Johna Travolty.

## Filmografia

### filmy fabularne
- 1979: Sunnyside jako Nick Martin
- 1983: The Prodigal jako Tony
- 1986: Myśliwska krew (Hunter's Blood) jako Marty Adler
- 1987: Amazonki z Księżyca (Amazon Women on the Moon) jako Butch
- 1990: American Born jako Patsy
- 1990: Wilding jako Robert Meyers
- 1991: Oskar, czyli 60 kłopotów na minutę jako Ace
- 1993: Laski z plaży (Beach Babes From Beyond) jako dr Veg
- 1993: Pogromca zła (Da Vinci's War) jako Frank Da Vinci
- 1993: Bez odwrotu (No Escape, No Return) jako Stark
- 1994: Małolaty ninja wracają jako trener mustangów
- 1994: Gliniarz z Beverly Hills III jako Giolito
- 1995: Szpiegowski pojedynek (To the Limit) jako Frank DaVinci
- 1995: The Last Game jako Mark
- 1996: Vendetta jako Carl Steiner
- 1996: Dangerous Cargo jako Pan Smith
- 1997: Dumb Luck in Vegas jako Geno
- 1998: Plan Zuzanny (Susan's Plan) jako barman
- 2001: Bez wyjścia (Nailed) jako wujek Dave
- 2004: A Lousy 10 Grand jako Sal

### seriale TV
- 1980: Hello, Larry jako Curt Stone
- 1982: Simon & Simon jako Rick Brewster
- 1988: ABC Afterschool Specials jako Bobby
- 1991: Życie jak sen (Dream On) jako asystent reżysera
- 1995: Życie jak sen (Dream On) jako Duke
- 2017: Decker jako sędzia Buchanan